# The Epic
The Epic è il quarto album in studio del sassofonista jazz statunitense Kamasi Washington. Pubblicato il 5 maggio 2015, l'album è distribuito da Brainfeeder.
Metacritic gli assegna un voto di 83/100 basato su 7 recensioni. Elogiato dalla critica, The Guardian, Pitchfork e Rough Trade lo inseriscono nella loro top ten tra i 50 migliori album del 2015, anche per Stereogum, Rolling Stones e NPR The Epic è uno dei migliori cinquanta album dell'anno.
| Recensione       | Giudizio |
| ---------------- | -------- |
| AllMusic         | [ 1 ]    |
| Drowned in Sound | [ 3 ]    |
| The Guardian     | [ 4 ]    |
| Pitchfork        | [ 5 ]    |
| Rolling Stone    | [ 12 ]   |

## Tracce
Volume 1 - The Plan
1. Change of the Guard – 12:15
2. Askim – 12:34
3. Isabelle – 12:12
4. Final Thought – 6:31
5. The Next Step – 14:48
6. The Rhythm Changes – 7:45 (musica: Patrice Quinn, Washington)

Durata totale: 66:05
Volume 2 - The Glorious Tale
1. Miss Understanding – 8:46
2. Leroy and Lanisha – 9:24
3. Re Run – 8:19
4. Seven Prayers – 7:35
5. Henrietta Our Hero – 7:13 (musica: Quinn, Washington)
6. The Magnificent 7 – 12:48

Durata totale: 54:05
Volume 3 - History Repetition
1. Re Run Home – 14:06
2. Cherokee – 8:14 (musica: Ray Noble)
3. Clair de Lune – 11:07 (musica: Claude Debussy)
4. Malcolm's Theme – 8:40 (musica: Terence Blanchard, Jamie Davis)
5. The Message – 11:11

Durata totale: 53:18
| Lista di tracce nel triplo vinile LP |
| --- |
| Volume 1: The Plan 1. "A1. Change of the Guard" — 12:16 2. "A2. Isabelle" — 12:13 3. "A3. Final Thought" — 6:32 4. "B1. The Next Step" — 14:49 5. "B2. Askim" — 12:35 Volume 2: The Glorious Tale 1. "A1. The Rhythm Changes" — 7:44 2. "A2. Leroy and Lanisha" — 9:24 3. "A3. Re Run" — 8:20 4. "B1. Miss Understanding" — 8:46 5. "B2. Henrietta Our Hero" — 7:14 6. "B3. Seven Prayers" — 7:36 7. "B4. Cherokee" — 8:14 Volume 3: The Historic Repetition 1. "A1. The Magnificent 7" — 12:46 2. "A2. Re Run Home" — 14:06 3. "B1. Malcolm's Theme" — 8:41 4. "B2. Clair de Lune" — 11:08 5. "B3. The Message" — 11:09 |

## Formazione
- Natasha F Agrama - cori (tracce 1-2, 5-7, 9, 11-12, 15)
- Tony Austin - batterie (tracce 1-2, 4-6, 8-9, 12-13, 15-17)
- Ronald Bruner Jr. - batterie (tracce 3-4, 6-7, 10-13, 16-17)
- Tracy Carter - cori (tracce 1-2, 5-7, 9, 11-12, 15)
- Paul Cartwright - violino (tracce 1-2, 5-7, 9, 11-12, 15)
- Brandon Coleman - tastiere (tracce 1-2, 6-7, 9-10, 12-14, 17), organo (tracce 3-5, 11-12, 14-16), pianoforte (traccia 8)
- Tylana Renga Enomoto - violino (tracce 1-2, 5-7, 9, 11-12, 15)
- Thalma de Freitas - cori (tracce 1-2, 5-7, 9, 11-12, 15)
- Ossie Davis - autore testo (traccia 16)
- Claude Debussy - compositore (traccia 15)
- Cameron Graves - cori (tracce 1-2, 5-7, 9, 11-12, 15), pianoforte (tracce 1-7, 9-13, 15-17), organo (traccia 8)
- Taylor Graves - cori (tracce 1-2, 5-7, 9, 11-12, 15)
- Neel Hammond - violino (tracce 1-2, 5-7, 9, 11-12, 15)
- Charles Jones - cori (tracce 1-2, 5-7, 9, 11-12, 15)
- Artyom Manukyan - violoncello (tracce 1-2, 5-7, 9, 11-12, 15)
- Gina Manziello - cori (tracce 1-2, 5-7, 9, 11-12, 15)
- Lucia Micarelli - violino (tracce 1-2, 5-7, 9, 11-12, 15)
- Jason Morales - cori (tracce 1-2, 5-7, 9, 11-12, 15)
- Leon Mobley - percussioni (tracce 2-4, 8-10, 13, 17)
- Miles Mosley - basso elettrico (traccia 14), basso acustico (tracce 1-13, 15-17)
- Ginger Murphy - violoncello (tracce 1-2, 5-7, 9, 11-12, 15)
- Ryan Porter - trombone (tracce 1-10, 12-17)
- Patrice Quinn - cori (tracce 1-2, 5-7, 9, 11-12, 15), voce solista (tracce 6, 11, 14, 16), autore testo (tracce 6, 11, 16)
- Molly Rodgers - viola (tracce 1-2, 5-7, 9, 11-12, 15)
- Dawn Norfleet  - cori (tracce 1-2, 5-7, 9, 11-12, 15)
- Jennifer Simone - violino (tracce 1-2, 5-7, 9, 11-12, 15)
- Dexter Story  - cori (tracce 1-2, 5-7, 9, 11-12, 15)
- Maiya Sykes - cori (tracce 1-2, 5-7, 9, 11-12, 15)
- Igmar Thomas - tromba (tracce 1-2, 5-7, 10, 12-13, 17)
- Dwight Trible - cori (tracce 1-2, 5-7, 9, 11-12, 15), voce solista (traccia 16)
- Thundercat[13] - basso elettrico (tracce 1-2, 5-7, 10, 12-13, 17)
- Benjamin Tierney - ingegnere del suono, missaggio
- Kamasi Washington - sassofono tenore, produttore, compositore, arrangiatore, autore testi
- Steven Wayne - cori (tracce 1-2, 5-7, 9, 11-12, 15)
- Andrea Whitt - viola (tracce 1-2, 5-7, 9, 11-12, 15)

## Classifiche
| Classifica (2015-2016) | Posizione massima |
| ---------------------- | ----------------- |
| Belgio (Fiandre)       | 31                |
| Belgio (Vallonia)      | 100               |
| Germania               | 32                |
| Paesi Bassi            | 30                |
| US Heatseekers Albums  | 2                 |
| US Independent Albums  | 18                |
| US Jazz Albums         | 3                 |
| US Vinyl Albums        | 7                 |
| Svizzera               | 41                |